# Censored Colors
Albums de Portugal. The Man
Church Mouth
(2007) The Satanic Satanist
(2009)
Censored Colors est le troisième album  de Portugal. The Man, groupe de rock expérimental originaire d'Alaska. Il est sorti en partenariat avec le label Equal Vision Records, le 16 septembre 2008. Ce partenariat n'est pas un contrat traditionnel entre un artiste et une maison de disque, le groupe voulait « travailler à son rythme et s'impliquer dans tous les aspects du processus d'enregistrement ».
L'album fut piraté et disponible sur Internet dès le 25 août 2008. Le jour suivant, le groupe posta un message sur leur blog, discutant de cette fuite et encourageant leurs fans à télécharger illégalement, partager et donner leur avis à propos de l'album[réf. nécessaire].

## Liste des titres
Tous les morceaux sont écrits par John Baldwin Gourley
| No  | Titre                     | Durée |
| --- | ------------------------- | ----- |
| 1.  | Lay Me Back Down          | 3:49  |
| 2.  | Colors                    | 5:02  |
| 3.  | And I                     | 5:39  |
| 4.  | Salt                      | 4:17  |
| 5.  | Created                   | 2:52  |
| 6.  | Out and In and In and Out | 4:46  |
| 7.  | Intermission              | 1:49  |
| 8.  | New Orleans               | 5:03  |
| 9.  | Never Pleased             | 3:46  |
| 10. | Sit Back and Dream        | 1:20  |
| 11. | Hard Times                | 2:34  |
| 12. | Our Times                 | 1:45  |
| 13. | All Mine                  | 3:46  |
| 14. | 1989                      | 4:12  |
| 15. | Our Way                   | 2:31  |

## Interprètes

### Portugal. The Man
- John Baldwin Gourley - chant, guitare, orgue, boîte à rythme
- Zachary Scott Carothers - basse, chants additionnels
- Jason Sechrist - batterie, chants additionnels
- Ryan Neighbors - orgue, synthétiseur, piano, chants additionnels

### Musiciens additionnels
- Matt Clifford – guitare slide
- Kirk Huffman – guitare, percussion, chants additionnels
- Thomas Hunter – guitare slide
- Garrett Lunceford - percussions
- Victoria Parker – violon
- Aaron Perrino – chants additionnels, synthétiseur moog
- Charles Peterson – cris
- Phil Peterson – synthésiseur, harmonica, percussions, trombone, trompette, accordéon, violoncelle, harpe, chants additionnels
- Anthony Saffery – sitar
- Ryan Sollee – chants additionnels

### Personnel technique
- Kirk Huffman – production, ingénieur du son
- Phil Peterson – production, ingénieur du son
- Paul Q. Kolderie – production, mixage
- Adam Taylor – production, mixage
- Ian Kennedy – mastering
- Rich Holtzman – management